# Cayetano Cornet Pamies
Cayetano Cornet Pamies (Reus, 22 de agosto de 1963) es un deportista español que compitió en atletismo.
Ganó dos medallas de bronce en el Campeonato Mundial de Atletismo en Pista Cubierta, en los años 1989 y 1991, y dos medallas en el Campeonato Europeo de Atletismo en Pista Cubierta, oro en 1989 y bronce en 1990.

## Palmarés internacional
| Campeonato Mundial en Pista Cubierta | Campeonato Mundial en Pista Cubierta | Campeonato Mundial en Pista Cubierta | Campeonato Mundial en Pista Cubierta |
| Año                                  | Lugar                                | Medalla                              | Competición                          |
| ------------------------------------ | ------------------------------------ | ------------------------------------ | ------------------------------------ |
| 1989                                 | Budapest (Hungría)                   | Medalla de bronce                    | 400 m                                |
| 1991                                 | Sevilla (España)                     | Medalla de bronce                    | 400 m                                |
| Campeonato Europeo en Pista Cubierta |                                      |                                      |                                      |
| Año                                  | Lugar                                | Medalla                              | Competición                          |
| 1989                                 | La Haya (Países Bajos)               | Medalla de oro                       | 400 m                                |
| 1990                                 | Glasgow (Reino Unido)                | Medalla de bronce                    | 400 m                                |